# RD-0110
Le RD-0110 est un moteur-fusée à ergols liquides russe utilisé pour propulser l'étage supérieur des lanceurs soviétiques puis russes de la famille Soyouz.

## Historique
Le moteur-fusée RD-0110 est développé au milieu des années 1960 par le bureau d'études OKB-154 (devenu depuis KB Khimautomatiki) pour propulser l'étage supérieur Bloc I de la fusée Molnia chargée de placer des satellites de télécommunications sur une orbite haute. Le RD-0110 est une version dérivée du RD-0108 qui propulse le  Voskhod dédiée aux vols spatiaux habités et avec un impératif de fiabilité. Le RD-0108 est lui-même dérivé du moteur-fusée RD-0107 développé entre 1960 et 1961 pour le missile balistique R-9. Le moteur-fusée est par la suite utilisé par pratiquement toutes les versions du lanceur Soyouz. Il est progressivement remplacé par une version modernisée baptisée RD-0124 développée au milieu des années 1990. Ce dernier met en œuvre un cycle à combustion étagée contrairement au RD-0110 qui utilise un cycle générateur de gaz moins performant.

## Caractéristiques techniques
Le moteur-fusée RD-0110 comporte quatre chambres de combustion alimentées par une turbopompe unique qui brule un mélange de kérosène (de grade T-1 ou RG-1 en fonction des vols) et d'oxygène liquide. Le moteur a une poussée de 298 kN dans le vide. La pression dans les chambres de combustion est de 6,82 MPa. Le rapport de section de la tuyère est de 8,2 et le rapport poids-poussée est de 74,5. La turbopompe est actionnée par un générateur de gaz dont les gaz sont ensuite dirigés vers quatre petits moteurs-verniers d'une poussée unitaire de 6 kN qui sont orientables selon un axe et permettent d'orienter la poussée en roulis, tangage et lacet. Le moteur qui a une masse à sec de 408 kg est haut de 1,58 m et a un diamètre de 2,24 m. Le ratio du mélange oxygène/kérosène est de 2,2. Le moteur ne peut être démarré qu'une fois.